# John Stuart, 1. Marquess of Bute

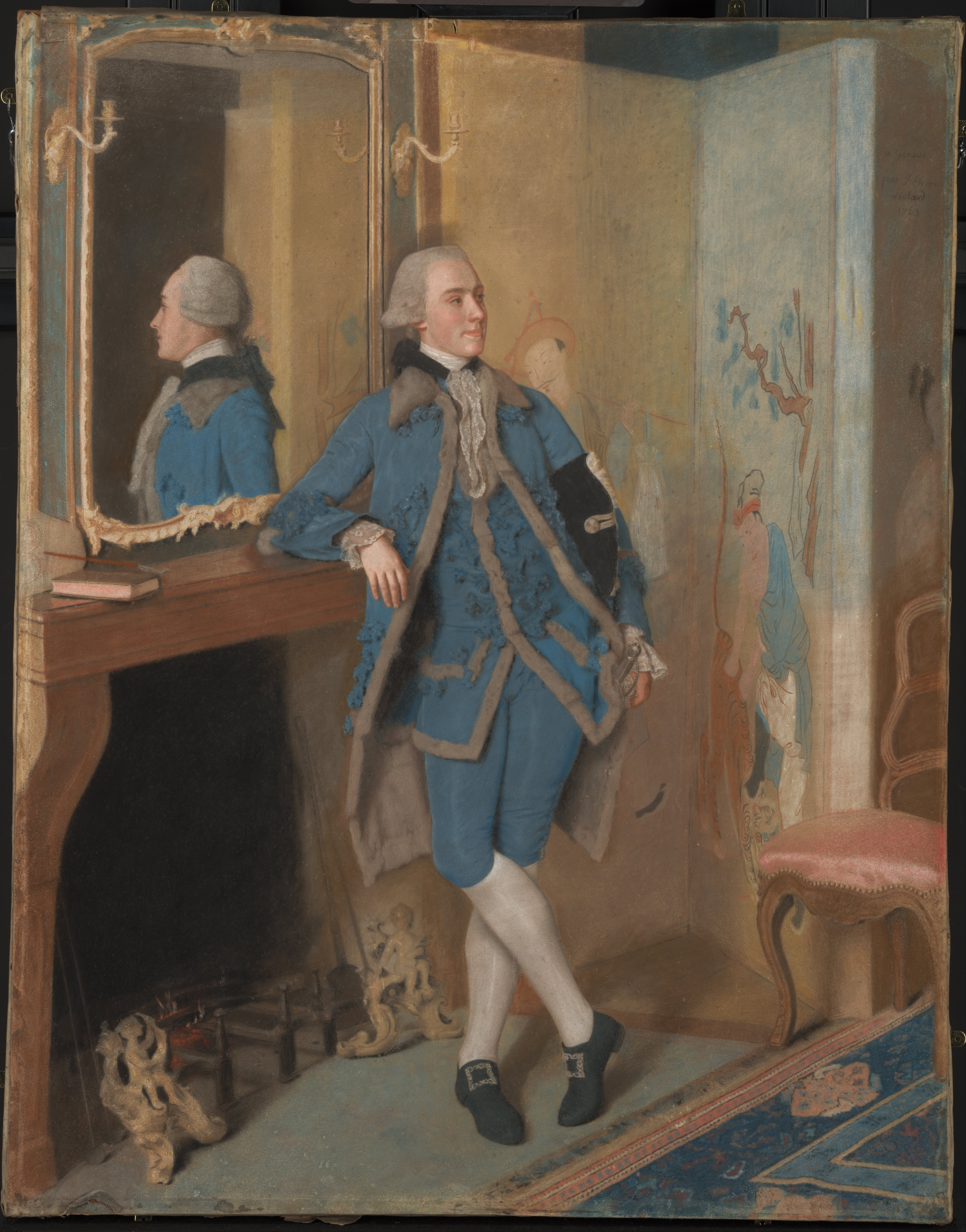
John Stuart, 1. Marquess of Bute. Zeichnung von Jean-Étienne Liotard, 1763

John Stuart, 1. Marquess of Bute, PC (* 30. Juni 1744 in Mount Stuart House; † 16. November 1814 in Genf), war ein britischer Adliger, Diplomat und Politiker.

## Herkunft und Jugend
Stuart entstammte einer alten Nebenlinie der Stuarts. Er war der älteste Sohn von John Stuart, 3. Earl of Bute und dessen Frau Mary Wortley-Montagu, 1. Baroness Mount Stuart of Wortley, der einzigen Tochter von Edward Wortley-Montagu und Mary Wortley Montagu. Er besuchte die Harrow School und das Winchester College, dazu erhielt er Privatunterricht in Oxford. Von 1761 bis 1765 unternahm er eine Grand Tour, während der er die Niederlande, Genf und später gemeinsam mit James Boswell Italien bereiste und wie dieser sich dabei eine Infektion mit Gonorrhoe zuzog.

## Leben

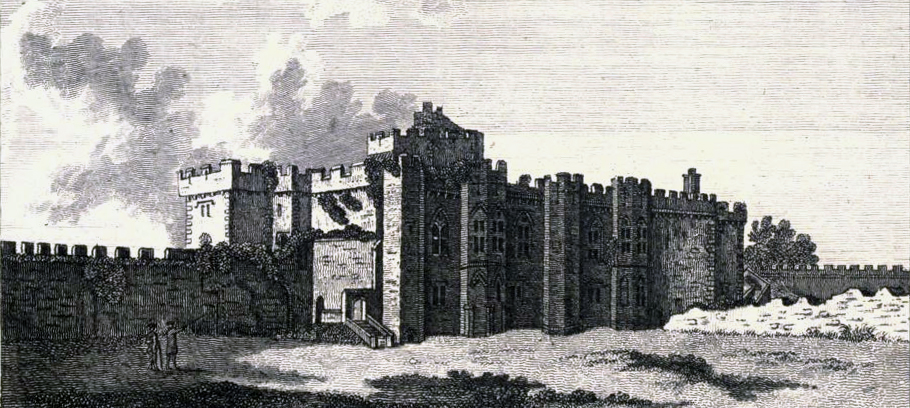
Cardiff Castle nach den von Stuart begonnenen Umbauten um 1785

Ab 1766 war Stuart Abgeordneter für Bossiney in Cornwall im House of Commons und wurde den Tories zugerechnet. Am 12. November 1766 heiratete er Hon. Charlotte Jane Windsor, eine Tochter von Herbert Windsor, 2. Viscount Windsor, und von dessen Frau Alice Clavering. Sein Schwiegervater war bereits 1758 gestorben, so dass seine Frau nach dem Tod ihrer Mutter Alice Clavering 1776 schließlich Alleinerbin des umfangreichen Landbesitzes ihrer Eltern in Südwales wurde. Durch dieses Erbe wurde Stuart am 20. Mai 1776 zum Baron Cardiff erhoben, womit er sein Mandat im House of Commons niederlegte und Mitglied des House of Lords wurde. Von 1772 bis 1793 sowie von 1794 bis zu seinem Tod war er Lord Lieutenant von Glamorgan, dazu war er von 1794 bis zu seinem Tod Lord Lieutenant von Bute. Als Sohn des 3. Earls of Bute zog er sich ebenfalls die Feindschaft des Premierministers Lord North zu und erhielt zunächst keine weiteren Ämter. Im House of Lords gehörte er zu den Befürwortern der militärischen Auseinandersetzung mit den amerikanischen Kolonien, die schließlich zum Amerikanischen Unabhängigkeitskrieg führte. Ab 1779 gehörte er dem Privy Council an, von 1779 bis 1783 war er britischer Gesandter im Königreich Savoyen. Ab 1781 war er Auditor of the Imprests, einem profitablen Amt im Schatzamt. Als das Amt des Auditors of the Imprests 1785 abgeschafft wurde, erhielt er eine Entschädigung in Höhe von 7000 Pfund. 1783 wurde er zum Botschafter in Spanien ernannt, doch trat er dieses Amt nicht an. Er unterstützte die Regierung des Duke of Portland, doch gegenüber Pitt als Premierminister verhielt er sich oppositionell, womit er die Gunst von König Georg III. verlor. Nach dem Tod seines Vaters 1792 erbte er dessen Besitzungen und den Titel Earl of Bute, dazu versuchte er nach dem Tod seines Vaters wieder die Gunst des Königs zu erlangen. Nach dem Tod seiner Mutter 1794 erbte er dazu den Titel Baron Mount Stuart. 1795 wurde er schließlich doch noch britischer Botschafter in Spanien, doch bereits im folgenden Jahr musste er wegen des im August geschlossenen spanischen Bündnisses mit Frankreich während des Ersten Koalitionskriegs heimkehren. Noch vor seiner Heimreise hatte ihn der König am 21. Februar 1796 zum Marquess of Bute mit den nachgeordneten Titeln Earl of Windsor und Viscount Montjoy erhoben. 1798 trat er aus dem diplomatischen Dienst aus und bewarb sich erfolglos um das Amt des Lord Steward of the Household. Danach gehörte er wieder zur Opposition um den Prince of Wales, der ihn 1800 zu einem seiner Staatsräte ernannte.

## Sonstiges
Seit 1776 gehörte Stuart der Society of Antiquaries of London an. 1793 wurde ihm von der Universität Oxford die Ehrendoktorwürde verliehen. 1799 wurde er Fellow of the Royal Society und ab 1800 war er Trustee des British Museum. Er begann mit der Renovierung und dem Ausbau von Cardiff Castle, den er jedoch nach dem tödlichen Jagdunfall seines ältesten Sohnes 1794 stoppte.

## Familie und Nachkommen
Aus seiner ersten Ehe mit Charlotte Hickman-Windsor hatte er folgende Kinder:
- John Stuart, Viscount Mount Stuart (1767–1794) ⚭ Lady Elizabeth Penelope McDouall-Crichton, Tochter von Patrick McDouall-Crichton, 6. Earl of Dumfries
- Lord Herbert Windsor Stuart (1770–1825)
- Lord Evelyn James Stuart (1773–1842)
- Lady Charlotte Stuart († 1847) ⚭ Sir William Jackson Homan, 1. Baronet
- Hon. Charles Stuart († 1796)
- Lord Henry Stuart (1777–1809) ⚭ Lady Gertrude Amelia Mason-Villiers, Tochter von George Mason-Villiers, 2. Earl Grandison
- Lord William Stuart (1778–1814), Captain der Royal Navy ⚭ Hon. Georgiana Maude, Tochter von Cornwallis Maude, 1. Viscount Hawarden
- Lord George Stuart (1780–1841), Rear-Admiral der Royal Navy, ⚭ Jane Stewart
- Lady Maria Alice Charlotte Stuart († 1841) ⚭ C. Pinfold

Nach dem plötzlichen Tod seiner ersten Frau an einem Schlaganfall am 28. Januar 1800 heiratete er am 17. September 1800 Frances Coutts, eine Tochter des Bankiers Thomas Coutts und von dessen ersten Frau Susan Starkie. Aus dieser Ehe hatte er folgende Kinder:
- Lord Dudley Coutts Stuart (1803–1854) ⚭ Christiana Alexandrine Egypta Bonaparte, Tochter von Lucien Bonaparte
- Lady Frances Stuart († 1859) ⚭ Dudley Ryder, 2. Earl of Harrowby

Er wurde im Familiengrab in Roath bei Cardiff begraben. Da sein ältester Sohn John bereits 1794 gestorben war, erbte dessen ältester Sohn, sein Enkel John Crichton-Stuart seine Besitzungen und Titel.